# CP série 2550

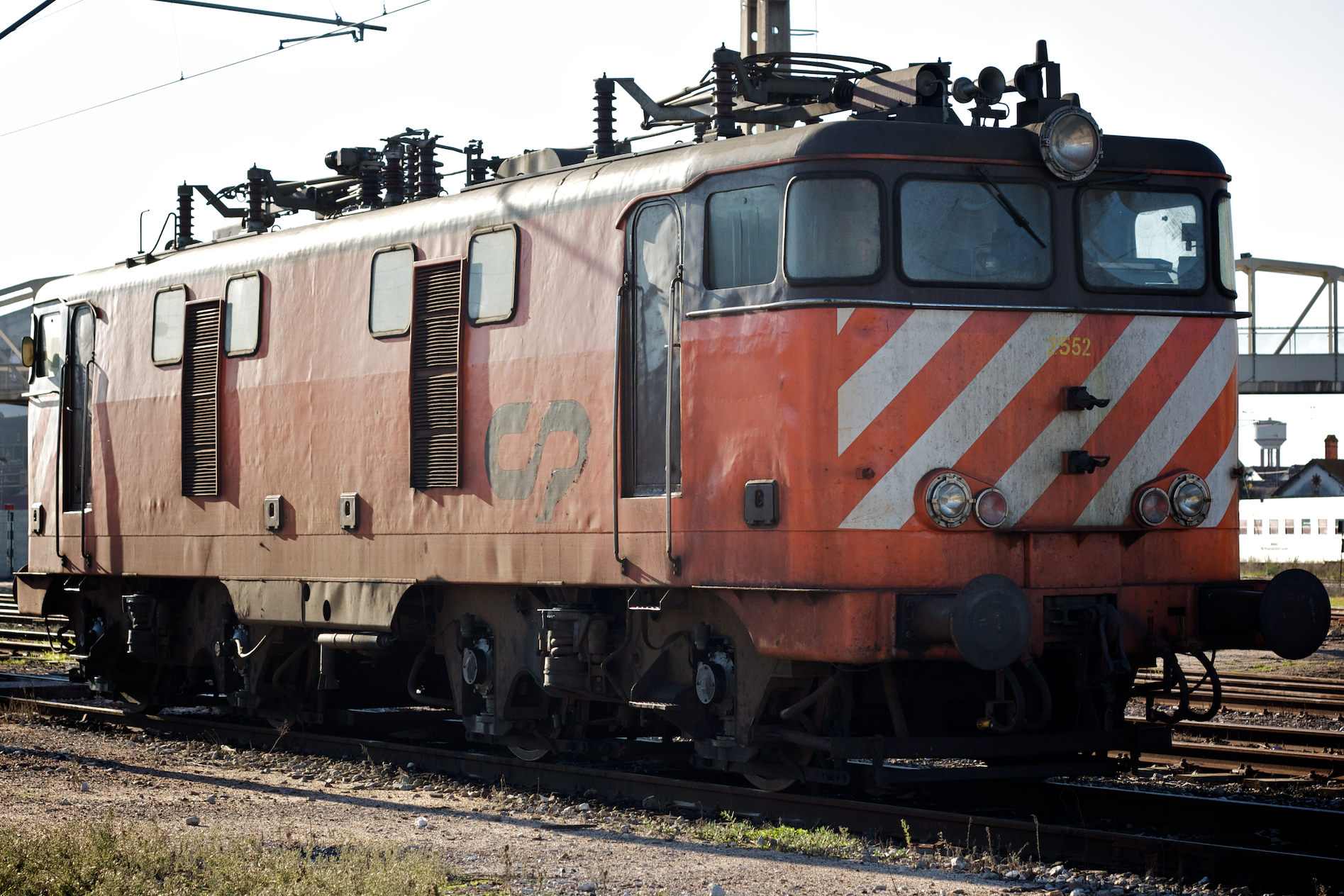
La locomotive 2552 avec sa nouvelle caisse, fin 2008.

La Série 2550 était une série de 20 locomotives électriques pour le courant monophasé 25 kV-50 Hz des chemins de fer portugais ; elles constituaient la deuxième série de locomotives électriques construites par le consortium Groupement 50 Hz, chez Sorefame, avec bogies Henschel.
C'était la seule série de locomotives électriques avec une caisse totalement en acier inoxydable.

## Histoire
La série 2550 a été construite au début des années 1960, époque où la principale ligne du Portugal, la ligne de Norte (fr: du Nord) (Lisbonne-Porto) était en cours d'électrification. Ces locomotives étaient similaires, sur le plan technologique, à la série Série 2500, mais avec la particularité d'avoir une caisse presque totalement en acier inoxydable, caractéristique unique dans le monde, afin de former des compositions homogènes avec les nouvelles, à l'époque, voitures en acier inoxydable, les Sorefame, dans les trains rapides de la ligne du Norte.

## Technologie
Ces locomotives étaient équipées de 4 moteurs Alsthom qui développaient une puissance à la jante de 2 053 kW (2790 CV) ; elles avaient une commande de traction par graduateurs, avec 32 crans rhéostatiques, sans shuntage ; pourtant un système de shuntage ohmique était prévu à l'époque afin d'augmenter leur vitesse maximum de 10 km/h, c'est-à-dire 130 km/h.
Équipées d'origine avec des Redresseurs à vapeur de Mercure, remplacés, en 1967, par des Ponts de diodes à silicium conçus par Jeumont-Schneider.
Le grand handicap de ces machines était leur système de suspension qui, allié à leur mauvaise aérodynamique et leur masse de 70 tonnes, causait une grande instabilité dans les vitesses supérieures à 100 km/h, ce que les mécaniciens détestaient.

## Services
À la date de son introduction, cette série a été affectée aux trains rapides de grand confort de la ligne du nord, les trains Foguete (fr: fusée), qui étaient assurées par les révolutionnaires, mais problématiques, rames autorails Diesel FIAT, qui souvent étaient mises en place par des compositions classiques. 
L'électrification atteignait la gare de Porto-Campanhã, via Pont D. Maria Pia, en 1966.
Avec l'arrivée, en 1974, des 2600, au profil dit nez cassé et plus rapides et puissantes, ces machines ont été reléguées aux services moins prestigieux, les Directes, Semi-Directes, Régionales, et ponctuellement des trains rapides supplémentaires.
Au cours des années, la série a été progressivement affectée aux services dits "Fret" : à partir de mi des années 1990, il était très rare de voir ces machines en tête de trains de voyageurs, même avant leurs sœurs plus anciennes de la série 2500.

## Historique des machines
- 2551
  - Mise en service : 6 juin 1963
  - Installation du Commande Unité Multiple (UM): octobre 2003
  - Radiation : 12 avril 2009
  - Préservée dans le Museu Nacional Ferroviário (Musée National des Chemins de Fer)

- 2552
  - Mise en service : septembre 1964
  - Installation du Commande UM : avril 1999
  - Endommagée le 30 août 1991, après être éperonné par un locotracteur, à l'Entroncamento. 
    - A reçu la caisse en acier ordinaire de la 2509, cependant aussi accidentée.

  - Radiation : 6 avril 2009

- 2553
  - Mise en service : septembre 1964
  - Installation du Commande UM : juillet 1998
  - Radiation : 12 avril 2009

- 2554
  - Mise en service : octobre 1964
  - Installation du Commande UM : jamais
  - Radiation : date inconnue depuis 1979
  - Radiée à cause d'un feu

- 2555
  - Mise en service : octobre 1964
  - Installation du Commande UM : Jamais
  - Radiation : Depuis 6 juin 1982
  - Radiée après un accident au Setil, Cartaxo, en tête du train Rapido 14 "Cidade Invicta" (soir) Porto-Lisbonne . Le train a déraillé brutalement à 120 km/h à cause d'un aiguillage dirigé à tort vers l'accès de la Ligne de Vendas Novas.

- 2556
  - Mise en service : octobre 1964
  - Installation du Commande UM : janvier 1999
  - Radiation : 10 séptembre 2008
  - Radiée à cause d'un feu

- 2557
  - Mise en service : octobre 1964
  - Installation du Commande UM : février 2003
  - Radiation : 3 avril 2009

- 2558
  - Mise en service : 1965
  - Installation du Commande UM : mai 1998
  - Radiation : 1er juin 2007
  - Gravement endommagée le 5 mai 1986, après une collision, en tête du train Directo 3012 Covilhã-Lisbone, contre "l'arrière" de la rame automotrice 2207 (2213/2214) à Póvoa de Santa Iria. 
    - Reconstruite avec la partie moins endommagée de sa caisse et avec une partie d'une autre 2550 accidentée, probablement la 2567.

  - Radiée à cause d'un feu

- 2559
  - Mise en service : 1965
  - Installation du Commande UM : avril 2001
  - Radiation : 14 janvier 2004
  - Radiée après un accident au Porto, en traction d'un train en UM avec la 2569.  
    - Garé à l'Entroncamento pour fournir des pièces et équipements de rechange aux autres locomotives.

- 2560
  - Mise en service : 1965
  - Installation du Commande UM : octobre 2000
  - Radiation : 12 avril 2009

- 2561
  - Mise en service : 1965
  - Installation du Commande UM: décembre 1993 (prototype)
  - Radiation : 30 juin 1999
  - Radiée à cause d'un feu

- 2562
  - Mise en service : 1965
  - Installation du Commande UM : octobre 2001
  - Radiation : 3 mars 2009

- 2563
  - Mise en service : 1965
  - Installation du Commande UM : décembre 1996
  - Radiation : 6 avril 2009

- 2564
  - Mise en service : 1965
  - Installation du Commande UM : novembre 1999
  - Radiation : 12 avril 2009

- 2565
  - Mise en service : 1965
  - Installation du Commande UM : décembre 1993 (prototype)
  - Radiation : 14 août 2001
  - Radiée à cause d'un feu

- 2566
  - Mise en service : 1965
  - Installation du Commande UM : juillet 2000
  - Après un accident, l'a été installé une cabine de la 2570, aussi accidenté.
  - Radiation : 5 avril 2009

- 2567
  - Mise en service : 1965
  - Installation du Commande UM : février 2000
  - Caisse en acier ordinaire construite pour mettre en place sa caisse endommagée, éventuellement, dans un accident à 30 juin 1984. La moitié intacte, aussi éventuellement, a été utilisée dans la reconstruction de la caisse de la locomotive 2558.
  - Radiation : 10 septembre 2008

- 2568
  - Mise en service : 1965
  - Installation du Commande UM : février 2001
  - Radiation : 3 mars 2009

- 2569
  - Mise en service : 1965
  - Installation du Commande UM : avril 1998
  - Radiation : 14 janvier 2004
  - Radiée après un accident au Porto, en traction d'un train en UM avec la 2559.
    - Garée à l'Entroncamento pour fournir des pièces et équipements de rechange aux autres locomotives.

- 2570
  - Mise en service : 1965
  - Installation du Commande UM : décembre 2000
  - À la fin des années 1980, une des cabines a été détruite dans un accident, l'autre cabine a été installée dans la 2566. 
    - Depuis 1993, cette machine a été, en pratique, la 2510 renumérotée, avec son transformeur porté à la dernière machine.

  - Radiation : 12 avril 2009

## Radiation
Après une longue carrière de 45 ans, la série a été radiée en avril 2009, à cause de l'arrivée de la Série 4700. 
La 2551 est préservée dans le Museu Nacional Ferroviário (Musée National des Chemins de Fer).